# Księga o narodzeniu świętej Maryi
Księga o narodzeniu świętej Maryi – apokryf nowotestamentowy nieznanego autora.
Utwór liczy dziesięć rozdziałów i opowiada o narodzeniu i życiu Marii, zaślubinach Józefa oraz narodzeniu Jezusa. Jest on ściśle powiązany z Ewangelią Pseudo-Mateusza, na podstawie której powstało pierwsze osiem rozdziałów (dwa ostatnie są oparte na Ewangeliach Mateusza i Łukasza). W procesie redakcji dokonano w stosunku do PsMt zmian teologicznych i stylistycznych, usuwając bądź znacznie redukując treści zbędne. Autor podkreślił rolę niepłodności w planach Boga oraz złożony przez Marię ślub czystości. W apokryfie widoczny jest wpływ egzegetycznych dzieł Bedy Wielebnego. Udoskonalona została łacina, reprezentująca łacinę karolińską.
Autor utworu we wstępie podaje list Hieronima do Chromacjusza i Heliodora. Mimo to autor apokryfu pozostaje nieznany, ale prawdopodobnie wywodzi się z kręgów Paschazjusza Radberta, tj. monastycyzmu galijskiego z IX–X w. Po raz pierwszy utwór cytuje Fulbert z Chartres.
Apokryf zyskał dużą popularność i odegrał ważną rolę w rozwoju pobożności maryjnej. Istnieje około 130 rękopisów, jest on ponadto obecny w homiliarzach, legendariach i oficjalnym lekcjonarzu dominikańskim.